# Jolanta Gładys-Jakóbik
Jolanta Gładys-Jakóbik – polska socjolożka, profesor nadzwyczajny Szkoły Głównej Handlowej w Warszawie, doktor habilitowana nauk humanistycznych w zakresie socjologii. Kierownik Zakładu Socjologii w Instytucie Filozofii, Socjologii i Socjologii Ekonomicznej w Kolegium Ekonomiczno-Społecznym Szkoły Głównej Handlowej w Warszawie.

## Życiorys
Tytuł magistra uzyskała na Uniwersytecie Warszawskim w 1976. Tam też w 1980 obroniła rozprawę doktorską, Zmiana techniczno-organizacyjna w przemyśle polskim. Socjologiczne studium zakładu przemysłowego, napisaną pod kierunkiem prof. dr. hab. Witolda Morawskiego. Stopień doktora habilitowanego uzyskała w 1998 na podstawie dorobku naukowego oraz rozprawy Dyrektorzy przedsiębiorstw państwowych w sytuacji zmiany systemowej.
Pracę naukową rozpoczęła w Instytucie Badań nad Młodzieżą (1978–1980) oraz Instytucie Nauk Zarządzania Polskiej Akademii Nauk (1980–1985). Od 1986 związana ze Szkołą Główną Handlową w Warszawie. Wykładała również na prywatnych uczelniach warszawskich: Wyższej Szkole Zarządzania Personelem oraz Wyższej Szkole Finansów i Zarządzania. W 1994 przebywała na stypendium Uniwersytetu w Minnesocie (USA, Mellon Scholarship), uzyskując certyfikat uprawniający do prowadzenia zajęć w programie MBA. Dwa lata później, w roku 1996 uzyskała kolejny certyfikat, przyznany przez jedną z najlepszych szkół biznesu na świecie w prowadzeniu programów typu MBA, jaką jest IESE Business School (Barcelona, Hiszpania), rozszerzając tym samym wcześniejsze uprawnienia o programy typu: Executive MBA,  oraz Advanced Management Program (AMP).   W latach 1998 i 2009 gościła w Szwecji jako visiting professor, odpowiednio na Uniwersytetach w Uppsali (stypendium Tempus JEP)  oraz Linköping, prowadząc tam zajęcia z szeroko rozumianego zakresu przywództwa i kultury. W 2004 została odznaczona Srebrnym Krzyżem Zasługi.

## Najważniejsze publikacje
- Dyrektorzy przedsiębiorstw państwowych w sytuacji zmiany systemowej, Oficyna Wydawnicza SGH, Warszawa 1995,
- Kształtowanie się środowiska biznesu jako grupy interesu w Polsce (red.), Oficyna Wydawnicza SGH, Warszawa 2002,
- Różne oblicza i uwarunkowania sukcesu we współczesnej Polsce (red.), Oficyna Wydawnicza SGH, Warszawa 2005,
- Kobiety i ich identyfikacje: między sferą prywatną i publiczną (red. z A. Kozłowską), Oficyna Wydawnicza SGH, Warszawa 2013,
- Wybrane problemy współczesnego świata w refleksji socjologicznej (red. z E. Firlit), Oficyna Wydawnicza SGH, Warszawa 2016.
- Przetrwanie, Adaptacja, Rozwój. Polacy w drodze do gospodarki rynkowej w latach 1989-2019. Oficyna Wydawnicza SGH 2021.